# Prendimi l'anima
Prendimi l’anima é um filme de diretor Roberto Faenza. Com Emilia Fox como Sabina Spielrein e Iain Glen como Carl Gustav Jung. 